# Agnieszka Kim Hyo-ju
Agnieszka Kim Hyo-ju (kor. 김효주 아녜스) (ur. 1816 w Bamseom, Korea, zm. 3 września 1839 w Seulu) – koreańska męczennica, święta Kościoła katolickiego.

## Życiorys
Urodziła się w rodzinie niechrześcijańskiej, ale jej matka wcześnie zaczęła interesować się religią katolicką, natomiast ojciec nie chciał nic o tym słyszeć. Po jego śmierci matka zaczęła praktykować katolicyzm razem z szóstką dzieci. Wkrótce po chrzcie Agnieszka, Kolumba i ich siostra Klara złożyły ślub dziewictwa. Ich matka uważała, że powinny wyjść za mąż, ale nie zdołała przekonać do tego córek. Ażeby uwydatnić swoje postanowienie ścięły włosy, co wówczas w Korei znaczyło, że są zamężne. Zamieszkały w domu ich starszego brata w Yongmori niedaleko Seulu. Poświęciły się rozwijaniu życia duchowego przez modlitwy, post 2 razy w tygodniu, czytanie książek religijnych, odmawianie różańca i pomaganie ludziom będącym w potrzebie. Okoliczni katolicy podziwiali ich dobroć i przykładne życie i okazywali im dużo szacunku. W 1839 r. w Korei rozpoczęły się prześladowania i aresztowano wielu katolików. Siostry nie bały się jednak i codziennie modliły za uwięzionych. Agnieszka Kim Hyo-ju i jej siostra Kolumba Kim Hyo-im zostały aresztowane w maju. Były wielokrotnie okrutnie torturowane, żeby wyrzekły się wiary. 3 września 1839 r. Agnieszka Kim Hyo-ju została ścięta w Seulu w miejscu straceń za Małą Zachodnią Bramą razem z 5 innymi katolikami (Marią Pak K’ŭn-agi, Barbarą Kwŏn Hŭi, Janem Pak Hu-jae, Barbarą Yi Chŏng-hŭi i Marią Yi Yŏn-hŭi).

## Dzień obchodów
20 września (w grupie 103 męczenników koreańskich).

## Proces beatyfikacyjny i kanonizacyjny
Beatyfikowana 5 lipca 1925 r. przez Piusa XI, kanonizowana 6 maja 1984 r. przez Jana Pawła II w grupie 103 męczenników koreańskich.